# Incidente no Golfo de Sidra (1981)
O Primeiro Incidente no Golfo de Sidra ocorreu na parte da manhã de 19 de agosto de 1981, quando dois caças líbios Su-22 Fitter alvejaram e foram posteriormente derrubados por dois F-14 Tomcats estadunidenses ao largo da costa da Líbia, no Mediterrâneo. Um segundo incidente semelhante acontecerá em 1989.

## Incidente
Na manhã de 19 de agosto de 1981 dois F-14 da VFA-41 decolaram do porta-aviões USS Nimitz (CVN-68) para conduzir um patrulhamento aéreo  durante um exercício militar - em águas que a Líbia afirma serem parte das suas águas territoriais, mas que os Estados Unidos consideram como águas internacionais, - detectaram dois Su-22 líbios decolando da base aérea de Ghardabiya, próxima à cidade Sirte. Foi imediatamente ordenado aos dois F-14 a interceptar os dois caças líbios. Um dos dois Su-22 líbios, em seguida, abre fogo sobre o F-14, com um míssil AA-2 Atoll, falhando no objetivo de derrubá-lo, no entanto. Na tentativa subsequente de fugir, os dois caças líbios foram abatidos pelos dois F-14. De acordo com relatórios dos pilotos estadunidenses, os dois pilotos líbios conseguiram ejetar mesmo como o pára-quedas de um deles não conseguindo ser aberto.
Uma hora depois, enquanto a marinha líbia conduzia operações de resgate dos dois pilotos abatidos, dois MiG-25 decolam de volta para o USS Nimitz de uma maneira ameaçadora, mas desta vez o dissuasor enviado pela Marinha dos Estados Unidos, com o seu F-14 foi suficiente para desencorajar os líbios. A terceira e última tentativa seria então empreendida ainda no mesmo dia pela Força Aérea da Líbia, a fim de identificar a posição da frota estadunidense, embora, neste caso, como no anterior, não usou a força.
Na sequência do incidente ocorrido, as tensões entre a Líbia e os Estados Unidos aumentaram de forma significativa.